# Naturbahnrodel-Junioreneuropameisterschaft 2003
Die 27. FIL-Naturbahnrodel-Junioreneuropameisterschaft fand vom 31. Januar bis 2. Februar 2003 in Kreuth in Deutschland statt.

## Einsitzer Herren
| Platz | Name                  | Zeit        |
| ----- | --------------------- | ----------- |
| 01    | Andreas Gruber        | 3:00,80 min |
| 02    | Florian Breitenberger | + 0,96 s    |
| 03    | Wolfgang Schopf       | + 1,19 s    |
| 04    | Georg Maurer          | + 2,05 s    |
| 05    | Philipp Wagner        | + 3,25 s    |
| 06    | Michael Folie         | + 3,66 s    |
|       | Matthias Rainer       | + 3,66 s    |
| 08    | Thomas Damian         | + 4,14 s    |
| 09    | Ervin Marn            | + 5,02 s    |
| 10    | Patrick Pigneter      | + 5,22 s    |

Datum: 1. Februar (1. Wertungslauf) und 2. Februar 2003 (2. und 3. Wertungslauf)
45 Rodler waren gemeldet, 42 starteten und 41 erreichten das Ziel.

## Einsitzer Damen
| Platz | Name              | Zeit        |
| ----- | ----------------- | ----------- |
| 01    | Julija Wetlowa    | 3:06,67 min |
| 02    | Barbara Abart     | + 0,17 s    |
| 03    | Sabine Kogler     | + 0,75 s    |
| 04    | Marlies Wagner    | + 1,55 s    |
| 05    | Imelda Gruber     | + 2,41 s    |
| 06    | Karolina Waniczek | + 2,96 s    |
| 07    | Tina Unterberger  | + 4,46 s    |
| 08    | Renate Zelger     | + 5,04 s    |
| 09    | Tamara Schwarz    | + 5,06 s    |
| 10    | Monika Rastl      | + 6,72 s    |

Datum: 1. Februar (1. Wertungslauf) und 2. Februar 2003 (2. und 3. Wertungslauf)
Alle 22 gemeldeten und gestarteten Rodlerinnen kamen in die Wertung.

## Doppelsitzer
| Platz | Name                                     | Zeit        |
| ----- | ---------------------------------------- | ----------- |
| 1     | Pawel Porschnew – Iwan Lasarew           | 2:10,97 min |
| 2     | Wolfgang Schopf – Andreas Schopf         | + 00,43 s   |
| 3     | Günther Innerbichler – Alex Innerbichler | + 01,85 s   |
| 4     | Andreas Schöpf – Peter Liebmann          | + 04,58 s   |
| 5     | Pjotr Popow – Alexander Jegorow          | + 04,60 s   |
| 6     | Ulrich Trenkwalder – Ingrid Gurschler    | + 06,53 s   |
| 7     | Galabin Bozew – Georgi Mirtschew         | + 46,56 s   |

Datum: 1. Februar 2003 (beide Wertungsläufe)
Sieben der acht gemeldeten und gestarteten Doppelsitzer kamen in die Wertung.

## Medaillenspiegel
| Platz | Land       | Gold | Silber | Bronze | Gesamt |
| ----- | ---------- | ---- | ------ | ------ | ------ |
| 1.    | Russland   | 2    | —      | —      | 2      |
| 2.    | Italien    | 1    | 2      | 1      | 4      |
| 3.    | Österreich | —    | 1      | 2      | 3      |